# István Bubik

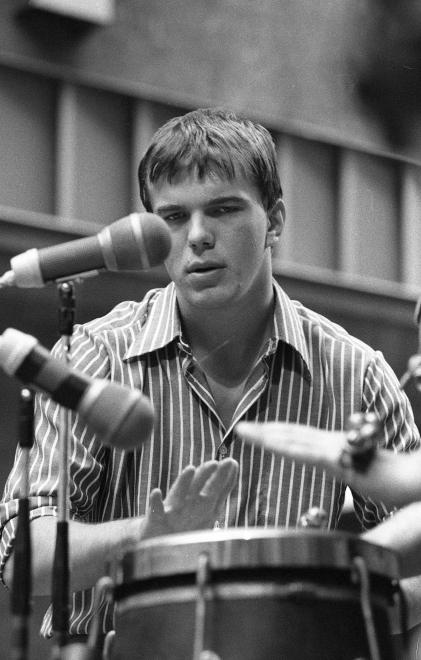
István Bubik (1978)

István Bubik [ˈiʃtvaːn ˈbubik] (* 19. Mai 1958 in Budapest; † 28. November 2004 in Ceglédbercel) war ein ungarischer Schauspieler.

## Leben
Nach Abschluss der Hochschule für Theater- und Filmkunst in Budapest war er Mitglied des ungarischen Nationaltheaters. Ab 1993 (nach einem kurzen Aufenthalt in London) spielte er im Budapester Művész-Theater (später Thália-Theater). Seit 1998 war er Mitglied des Neuen Theaters (Új Színház) Budapest. Für seine schauspielerischen Leistungen wurde er mit dem Mari-Jászai-Preis, dem János-Rajz-Preis, dem Farkas-Ratkó-Preis ausgezeichnet.
Er gab alle bedeutenden Heldenrollen der ungarischen und Weltliteratur, spielte Hauptrollen in diversen Rockopern. Er war für seinen sensiblen, explosiven Stil bekannt.
Bedeutende Rollen: Mercutio (Shakespeare: Romeo und Julia), Ádám (Imre Madách: Die Tragödie des Menschen), Mackie Messer (Brecht-Weill: Dreigroschenoper), Lennie (Steinbeck: Von Mäusen und Menschen).
In seinem ersten Fernsehfilm Ballon mort spielte er im Jahre 1997 mit. Bekannt wurde Bubik 1998 mit Dario Argentos Film „Das Phantom der Oper“. Anschließend drehte er 1999 den Film „Ein Hauch von Sonnenschein“ (Regie: István Szabó). Sein letzter Film war 2003 der Film „Szent Iván Napja“.
Bubik war seit 1992 mit der Sängerin Tünde Rémi verheiratet und Vater der im Jahr 2000 geborenen Tochter Réka Hajnalka.
István Bubik kam bei einem Autounfall ums Leben.